# Air Berlin

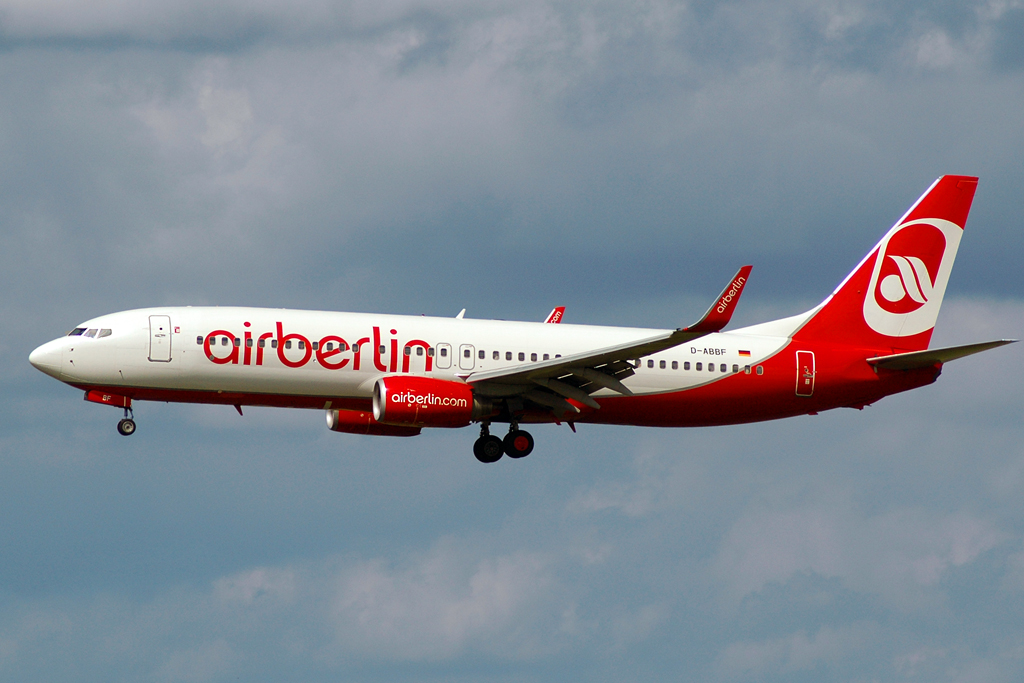
Boeing 737-800

Az Air Berlin Németország második legnagyobb légiforgalmi társasága volt a Lufthansa után. A Földközi-tenger, a Kanári-szigetek és Észak-Afrika kedvelt üdülőhelyeire, valamint Európa világvárosaiba repült.
2017. augusztus 15-én a cég csődöt jelentett, de a német kormánytól kapott kölcsönnek köszönhetően folytatta működését 2017. október 27-ig.

## Története
Az Air Berlint egy korábbi Pan Am-kapitány, Kim Lundgren alapította az Egyesült Államokban, Oregonban. Az Air Berlin első járata 1979. április 28-án indult Berlin-Tegel repülőtérről Palma de Mallorca városába Boeing 707 típusú repülőgéppel. A németek kedvenc szigete az Air Berlin vonalhálózatán belül még ma is a legfontosabb úticél. Naponta 12 németországi repülőtérről közlekedik a Mallorca Shuttle. A mallorcai járatok száma heti 140-ről (2001 nyara) több mint 360-ra (2007 nyara) emelkedett.
A német újraegyesülés után 1990-ben német befektetők vették át az irányítást, és regisztrálták a német bíróságon a céget. A vakációs járatok ezután már Németország más városaiból is közlekedhettek, így elindultak a járatok Bréma, Düsseldorf, Hamburg, Hannover, München, Nürnberg repülőtereiről is többek között. Ezek a szabályozások megszüntetése következtében már menetrend szerinti járatként üzemelhettek az Európai Unión belül.
Az 1990-es évek vége felé indította el a társaság a City Shuttle névre keresztelt járatait, amelyek a fontosabb németországi városokat kötötték össze számos európai világvárossal, mint például London, Zürich, Bécs. Ez idő tájt a gépek a reggeli és kora esti órákban repültek ezekbe a pénzügyi központokba, napközben pedig az üdülőhelyekre közlekedtek.

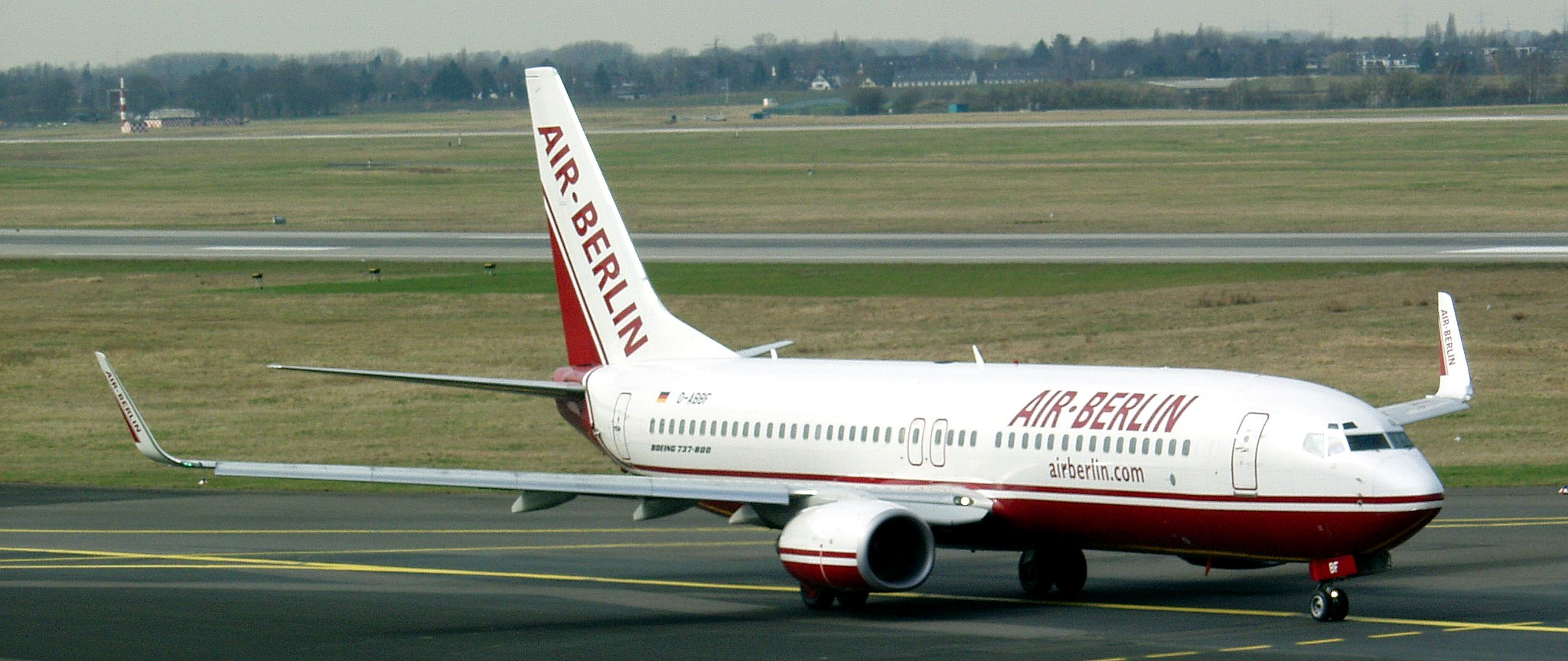
Air Berlin Boeing 737-800

Eddigi járataik terméksorát 2005. januárban Euro Shuttle járatok név alatt foglalták össze, ezáltal is hangsúlyozva a légitársaság Európára kiterjedő kompetenciáját.
Az Air Berlin napjainkra Németországban a második legnagyobb légitársasággá vált a Lufthansa mögött.
2004 januárja óta együttműködik az egykori Formula–1-es pilóta, Niki Lauda által alapított Niki nevű légitársasággal, melyben 24%-os részesedéssel is rendelkezik.
2006. április 17-én pedig bejelentette, hogy felvásárolja a szintén német dba légitársaságot. A flottaharmonizáció azóta is nagy erőkkel folyamatban van.
2007-ben tovább erősítette pozícióit a társaság a német LTU felvásárlásával, aminek köszönhetően a hosszú távú járatok szegmensébe is belépett. Ugyancsak jelentős akvizíciónak tekinthető a svájci központú Belairben történő 49%-os részesedés megvétele, amivel 2 nagy kapacitású Boeing 757-eshez jutott a társaság és így javíthatja a távolabbi célpontok megközelítésének jövedelmezőségét. A B757-esek jellemzően nem Zürichből repülnek az átvétel óta.
2007 legjelentősebb fejleménye a Condor légitársaság átvételéről szóló megállapodás, aminek versenyhatósági jóváhagyása esetén a cég az üdülő-desztinációk megközelítésének szinte kihagyhatatlan szereplőjévé válik Németországban. Másrészről piaci pozíciója jelentősen javul, ezáltal a Lufthansa-t megközelítő utaslétszámot fog elérni a teljes integrációból eredő szinergiahatások kiaknázása nyomán. Ez is erősíteni fogja hosszútávú jelenlétét és az a 25 fix + 25 opció gépes rendelés is, amit 2007-ben adott B787-es gépekre.

## Szolgáltatások
Az Air Berlin eltérően a többi diszkont légitársaságtól garantált csatlakozást biztosít a hubjain keresztül. A fedélzeten ingyenesen szolgálnak fel ételt, italt és újságokat. Rendelkezik Top Bonus nevű törzsutasprogrammal, valamint helyfoglalással a gépein.

## Flotta

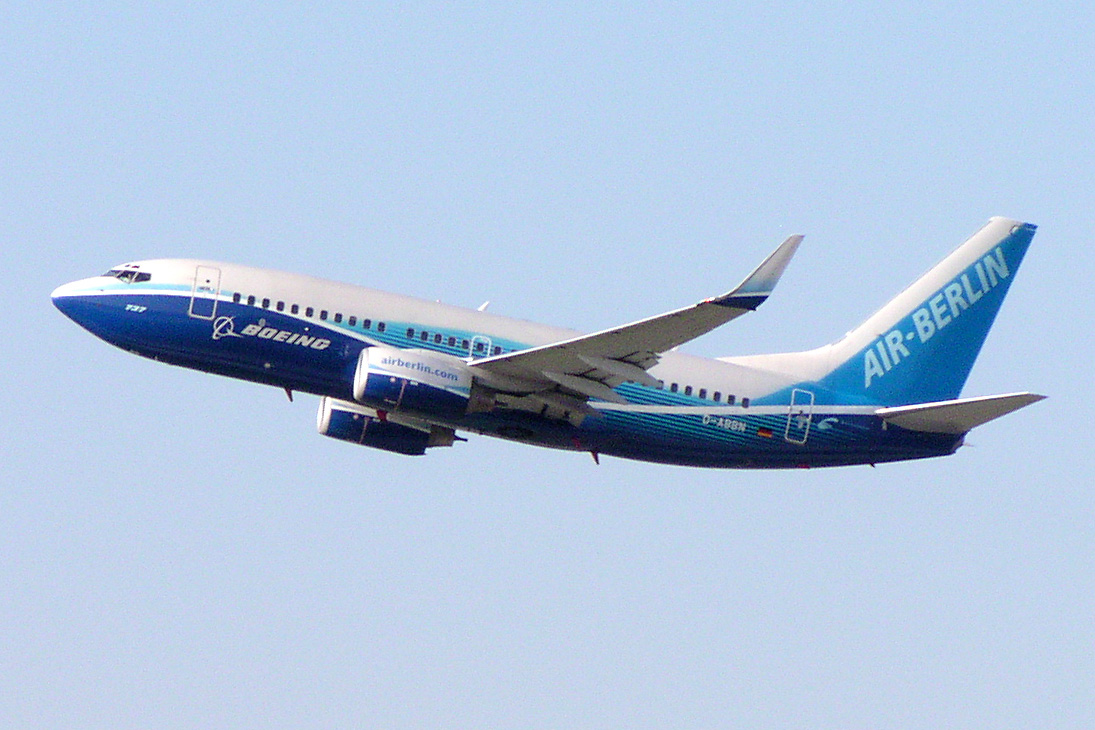
Air Berlin Boeing 737-700 "Dreamliner" festéssel

Az Air Berlin flottája 2011. szeptember 30-án a következő gépekből állt:
- 15 db A330 A330-200/300
- 11 db Airbus A319-100 (további 12 megrendelve)
- 47 db Airbus A320-200 (további 20 megrendelve)
- 14 db Airbus A321 A321-200
- 26 db Boeing 737-700
- 40 db Boeing 737-800 (további 20 megrendelve)
- 10 db Bombardier Q400-as
- 7 db Embraer E190

A gépek átlagéletkora 5,8 év volt 2006 júliusában.